# SN 2002fq
SN 2002fq – supernowa nieznanego typu odkryta 16 kwietnia 2002 roku w galaktyce A140051+0433. W momencie odkrycia miała maksymalną jasność 22,70m.